# Schönberg, Plön
Schönberg là một đô thị thuộc huyện Plön, bang Schleswig-Holstein, Đức.